# 懿敬世子
懿敬世子（いけいせいし、ウィギョンセジャ、의경세자、正統3年（1438年） - 天順元年9月2日（1457年9月20日））は、李氏朝鮮の王族。第7代国王世祖と貞熹王后の長男で、世祖の最初の王世子。月山大君と第9代国王成宗の父。第6代国王端宗の従兄弟。世子となったが、病死したため王位に就くことがなかった。名は暲（ジャン、장）、字は原明（げんめい、ウォンミョン、원명）、諡は懐簡宣粛恭顕温文懿敬大王、廟号は徳宗（とくそう、トクジョン、덕종）。

## 生涯
1438年（世宗21年）、父の首陽大君（後の世祖）の私邸で誕生する。1445年に正義大夫の位を得て、桃源君（とうげんくん、トウォングン）に封じられた。1450年に韓確の娘と婚姻をし、正室に迎える。1453年に癸酉靖難が起きた功労で、興禄大夫の位を得た。1455年に父の世祖の即位と同時に王世子に冊封された。幼少の頃より学問を好み、礼儀正しく優秀で楷書に長けていた。しかし、生まれつき病弱であり健康面に不安を抱えていた。
1457年病状が悪化し、慶会楼（キョンフェル）に孔雀斎（コンジャクチェ）を設けて21人の僧侶が病気治癒のために祈祷を行った。同年6月に先代王端宗が上王の位を廃されて魯山君に降格・追放された。そしてそれから間もない同年の旧暦9月2日、魯山君は19歳で賜薬・処刑された。懿敬世子は、亡くなる直前に伯母で文宗の妻である顕徳王后の幽霊が現れるのを見ており、このことから精神錯乱に陥っていたと言われている。しかしこれは懿敬世子の方が端宗に先んじて死亡しており事実と合わない。だが世祖の家族はみな端宗を殺したという罪悪感に非常に苦しんでいたと伝わっており、特に彼が崩御した後、世祖は顕徳王后の御陵を暴き、棺を川に捨てたとされている。
死去の12年後の1469年に次男の乽山君（成宗）が即位し、徳宗の廟号で追尊された。
現在は、京畿道高陽市徳陽区にある敬陵に埋葬されている。

## 家族
- 祖父: 世宗 第4代国王
- 祖母: 昭憲王后沈氏
- 父: 世祖 第7代国王
- 母: 貞熹王后尹氏
- 妹: 懿淑公主
- 弟: 睿宗 第8代国王

### 后妃
正妃
- 昭恵王后（仁粋大妃。本貫は清州韓氏。西城府院君 韓確の娘）

後宮
- 貴人 権氏（生年不詳 - 1494年。修義校尉 権致明の娘。1456年に揀択により昭訓として入宮。追尊に伴い淑儀となり、1483年に貴人に封じられた。後宮を統括することもあったという。死後、燕山君（正妃の昭恵王后の孫）により廃妃尹氏の死に関わったとして号を剥奪された）
- 貴人 尹氏（生没年不詳。行太一殿直 尹沂の娘。1456年に揀択により昭訓として入宮。追尊に伴い淑儀となり、1483年に貴人に封じられた）
- 淑儀 慎氏（生年不詳 - 1476年。承訓郎・司直を務めた慎先庚の娘。1456年に他二人の側室と共に、揀択により昭訓として入宮する。追尊に伴い、淑儀となる）

### 子女
2男1女を得た。全て正妃 韓氏との子であり、側室との間に子はいない。
- 長男: 月山大君 李婷（1454年 - 1488年）
- 長女: 明淑公主 李慶根（1455年 - 1482年。唐陽尉 洪常（伯父の文宗の側室の粛嬪洪氏の甥）と結婚。男子の洪伯慶を儲けた。当初は泰安郡主と呼ばれたが、父の追尊に伴い公主に封じられる）
- 次男: 成宗 李娎（1457年 - 1494年）
  - 孫: 燕山君 第10代国王
  - 孫: 中宗 第11代国王